# Vaccinium longicaudatum
Vaccinium longicaudatum är en ljungväxtart som beskrevs av Woon Young Chun, Wen Pei Fang och Z.H. Pan. Vaccinium longicaudatum ingår i Blåbärssläktet, och familjen ljungväxter. Inga underarter finns listade i Catalogue of Life.